# Panovski
Panovski (en rus: Пановский) és un poble (un possiólok) de l'óblast de Vladímir, a Rússia, segons el cens del 2010 tenia 14 habitants. Pertany al districte municipal de Mélenki.